# Franz von Zeiller

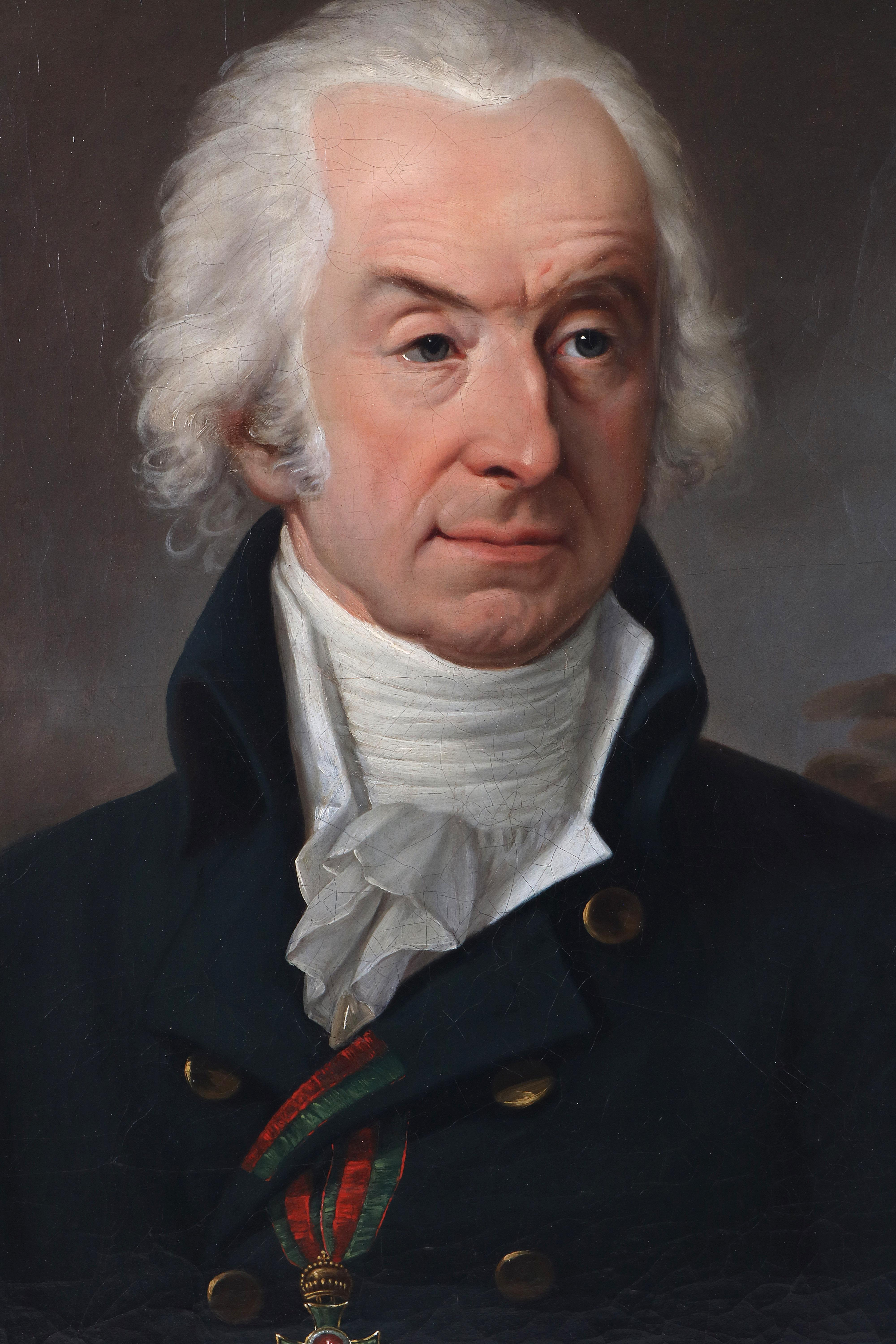
Franz Anton Edler von Zeiller ritratto da Anton Siegl (collezione privata).

Commentario, 1815-1816
(Fondazione Mansutti, Milano).

Franz von Zeiller (Graz, 14 gennaio 1751 – Vienna, 23 agosto 1828) è stato un giurista austriaco.

## Biografia
Originario di Graz, fu, dal 1803 al 1807, Rettore dell'Università di Vienna. Nel 1802 fu eletto Consigliere presso l'organo supremo giudiziario. È considerato l'autore del Codice civile austriaco, entrato in vigore nel 1812. Negli stessi anni diede alle stampe un Commentario alle leggi contenute nel Codice civile, poi tradotto in italiano e pubblicato a Venezia tra il 1815 e il 1816.
Fu sepolto a Vienna, dove nel 1894, gli furono dedicate due vie (Zeillergasse).
Il concorso Franz-von-Zeiller-Moot-Court aus Zivilrecht (di diritto civile) si tiene dal 2003.